# Final Fantasy IV
A Final Fantasy IV (ファイナルファンタジー; Hepburn: Fainaru Fantajī Fō), amelyet Amerikában Final Fantasy II címen hoztak forgalomba (nem összekeverendő az eredeti japán Final Fantasy II-vel) egy szerepjáték, amelyet a Square (jelenleg Square Enix) készített és adott ki a Super Nintendo Entertainment Systemre. 1991-ben jelent meg, és ez a negyedik fő része a Final Fantasy fő sorozatának. A játék Cecil, egy sötét lovag történetét mutatja be ahogy megpróbálja megakadályozni, hogy a varázsló Golbez nagy erejű kristályokhoz jusson és elpusztítsa a Földet. A feladatában gyakran váltakozó társai kísérik. A Final Fantasy IV olyan újításokat mutatott be, melyek meghatározták a Final Fantasy sorozat későbbi részeit, és a szerepjátékokat egészében is. Az itt bemutatott „Active Battle System”-et később öt másik Final Fantasy játékban is használták. A széria többi részeivel ellentétben először itt lettek felruházva a karakterek később nem változtatható kasztokkal.
A Final Fantasy IV-et több más platformra is optimalizálták, különböző változtatásokkal. A játékból egy modernizált verzió is megjelent 3D-s grafikával, amelynek elnevezése szintén Final Fantasy IV,  2007-ben és 2008-ban Nintendo DS-re. A játékot átnevezték külföldi kiadásra Final Fantasy II-nek, mivel az eredeti Final Fantasy II és Final Fantasy III ekkor még nem jelent meg Japánon kívül más országokban. A későbbi lokalizációk, amelyek a Final Fantasy VII (világszerte ugyanazzal a névvel megjelent) után történtek, már az eredeti elnevezést használták.
A karakter vezette cselekmény, az új technológiák alkalmazásának és a kritikusok elismerésének örvendő Nobuo Uematsu által szerzett zenének köszönhetően, a Final Fantasy IV fordulópontként van számon tartva a szériában és a szerepjátékok egészében is. A különböző kiadásokkal együtt ez a játék több mint négymillió példányban kelt el világszerte. Megjelent egy későbbi folytatása is, a Final Fantasy IV: The After Years japán mobiltelefonokra 2008-ban, majd a Wii Shop Channel által világszerte 2009. június 1-jén. 2011-ben mindkét játék, a Final Fantasy IV és az After Years is megjelent Playstation Portable-re, egy Final Fantasy IV: The Complete Collection elnevezésű összeállítás részeként egy új játék mellett, amely a két játék között játszódik: Final Fantasy IV: Interlude. Optimalizációk kerültek még kiadásra a Nintendo DS verzió alapján, iOS rendszerre 2012-ben, Android rendszerre 2013-ban, és Windows rendszerre 2014-ben.

## Játék
A Final Fantasy IV-ben a játékos a karakterek nagy részét irányítja, és küldetéseket teljesít, hogy a történetben előrelépjen. A karakterek mobilisak, kommunikálnak emberekkel és ellenségekkel egyaránt egy helyszínen, amelynek többféle változata lehet: többek között tornyok, barlangok, erdők. A területek közötti mozgás egy úgynevezett világtérkép segítségével történik. A játékos a városokban feltöltheti az energiáját, felszerelést vásárolhat és nyomokat találhat a következő célállomásról. Ellentétben a világtérképen és dungeonokban (általában egy olyan helyet jelöl, ahol a játékos(ok) a megszokottnál erősebb szörnyekkel, nehezebb körülmények között küzdenek meg értékes jutalmakért – és/vagy éppen a történet előrehaladása érdekében – ; a dungeonon belül egy, vagy több „főellenséggel” (boss) is meg kell küzdeni(ük) a játékos(ok)nak) véletlenszerű időközönként szörnyekkel kell megküzdenie. Harc közben a játékosnak lehetősége van harcolni, mágiát vagy tárgyat (item) használni, visszavonulni, karakter pozíciót váltani, védeni vagy szüneteltetni. Különböző karakterek különböző képességekkel rendelkeznek. A széria ezen részében volt először lehetőség arra, hogy a játékos akár öt különböző karaktert irányíthasson; az ezt megelőző részekben a maximum négy ilyen lehetőség volt a jellemző.
A játszható karakterek és a szörnyek egyaránt rendelkeznek úgynevezett életerővel (hit points – HP), a karakter életereje a fő küzdőképernyő alatt található meg. A támadások leviszik az életerőt addig, amíg már nem marad és vagy a karakter elesik vagy a szörny meghal. Amennyiben az összes karakter elesik, a játékot egy korábbi mentési pontból kell visszaállítani. A játékosnak többféle lehetősége van visszaállítani karaktere életerejét. A városban vásárolt, vagy dungeonokban talált felszerelések által növelhető a szörnyekre mért támadás mértéke, illetve csökkenthető a karakter felé irányuló támadások súlyossága. A játékos választhat, hogy a karakterek egy adott harcban az első sorban vegyenek részt, vagy hátul. Ez az elhelyezés befolyásolja, hogy különböző támadások miképpen és milyen mértékben érik az adott karaktert.
A Final Fantasy IV játékban volt először használatos a Square úgynevezett Active Time Battle (ATM) rendszere, mind a szériát és a szerepjátékokat egészében tekintve. Ennek a rendszernek az a jellemzője, hogy a játékos valós időben tudja irányítani a karakterét és annak tetteit, támadásait. Ez a rendszer később több Square játékban is jellemzővé vált.
Minden karakter rendelkezik valamilyen erősséggel és gyengeséggel, például egy főképp mágiát használó karakter gyengébb lehet a támadásokkal szemben. Mint ahogy az a többi Final Fantasy játékra is jellemző, a karakterek új és erősebb képességeket szereznek harci tapasztalataik által. A mágia lehet vagy „fehér mágia”, amely az életerő visszaállításának a képességére utal, vagy „fekete mágia”, amely a karakter támadó mivoltára utal, vagy „megidézés”, amely a szörnyek csatába való hívásának a képességére utal. Egy negyedik típus, a „nindzsucu” egyaránt segítő és támadó típusú mágia, amellyel csupán egy karakter ruházható fel. A mágiát használó karakterek (nyolc a tizenkettőből ilyen) a játék előrehaladtával jutnak hozzá mágikus képességeikhez. A játék kiegyensúlyozott pontszerzési, tárgyszerzési és jutalomszerzési lehetőséggel rendelkezik. Hála a Super NES fejlettebb technológiájának a Final Fantasy IV a széria előző játékaihoz képest jobb grafikával rendelkezik. A játékot a NES Mode 7 technológiája teszi vizuálisan élvezhetőbbé.

## Történet

### Helyszín
A Final Fantasy IV jelentős része a Földön (másnéven Blue Planet) játszódik, amely áll egy felszíni világból (Overworld) amelyet emberek laknak, és egy alvilágból (Underworld), amelyen a törpék élnek. Egy mesterséges hold működteti a bolygót, amelyen a holdlakók laknak. A holdlakók egy olyan faj, amely egy elpusztított világ lakosai voltak, amely világ kisbolygóövvé vált, körbevéve a Blue Planetet. Ezeket a lakosokat egy hold alakú jel jellemzi, amely a homlokukat díszíti. Ők készítették a mesterséges holdat, várva hogy eljöjjön az az idő, amikor az emberekkel együtt élhetnek. Egy másik, természetes hold is fellelhető, bár ide nincs lehetőség ellátogatni a játék során.

### Karakterek
A Final Fantasy IV tizenkét játszható karaktert kínál, mind különleges, megváltoztathatatlan karakter kaszttal rendelkezik. A játékos maximum öt, vagy kevesebb karakterrel rendelkezhet a csapatban egy időben. A fő karakter, Cecil Harvey, egy sötét lovag és a Red Wings kapitánya, amely a Baron királyság elit légierejének az egyik egysége. Gyerekkori barátjával Kain Highwinddel, a Dragoons parancsnokával az oldalán szolgálja a királyt. Rosa Farrell egy fehér mágus és íjász, illetve Cecil szerelmének a tárgya. A Red Wings léghajóit Cecil mérnök barátja, Cid Pollendina építette.
Feladata végrehajtása közben találkozik többek között Rydiával, egy fiatal idézővel Mistből; Tellah-val, egy legendás bölccsel; Edward Chris von Muirral, Damcyan hercegével illetve dalnokkal; Yang Fang Leidennel, a Fabul szerzetesek fejével; Palommal és Porommal, egy fehér és egy fekete mágus ikerpárral, Mysidiából; Edward „Edge” Geraldine-el, egy nindzsa herceggel Eblanból; és Fusoyával, aki holdlakók őrzője volt, míg ők aludtak.
Zemus a főellenség a történetben. Az a terve, hogy elpusztítja az embereket és saját népével népesítse be a földet. Terve megvalósításának érdekében felhasználja Golbezt illetve Kaint, hogy aktiválja a Giant of Babilt, ami egy óriási gépezet, amely képes kiirtani a népességet.

### Történet
|  | Alább a cselekmény részletei következnek! |

A Red Wings megtámadja Mysidia városát, hogy magukévá tegyék a Water Crystalt, majd visszatérnek a Baron királyságba. Mikor Cecil, a Red Wings kapitánya utólag megkérdőjelezi a király indítékait, ő megfosztja Cecilt rangjától és barátjával, Kainnel, a Dragoons kapitányával elküldi, hogy kézbesítsen egy gyűrűt Mist falujába. Ahol is Cecil és Kain döbbenetükre tanúi lesznek annak, ahogy a gyűrűből szörnyek bújnak elő és lerombolják a falut. Az egyetlen túlélő, Rydia, dühében megidéz egy Titan nevű szörnyet. A szörny földrengést idéz elő, aminek a következtében Kain és Cecil elsodródnak egymástól. Később Cecil felébred és egy közeli fogadóba viszi a sérült Rydiát. Baron katonák jönnek a lányért, de Cecil megvédi őt. Rydia csatlakozik Cecilhez.
Kiderül, hogy Rosa, Cecil szerelme követte őt, és betegségben szenved; magas lázzal küzd. Nem sokkal később Cecil és Rydia találkozik Tellah-val, aki a Damcyan kastélyba igyekszik, hogy visszaszerezze szökött lányát, Annát. Viszont Anna meghal, amikor a Red Wings lebombázza a kastélyt. Edward, Anna szerelme és Damcyan hercege elmagyarázza, hogy a Red Wings új parancsnoka, Golbez szándéka ezzel az volt, hogy eltulajdonítsák a Fire Crystalt a Baron királyság számára, úgy ahogy azt tették a Water Crystallal Mysidiából. Tellah elhagyja a csapatot, hogy végbe vihesse bosszúját Golbezen Anna haláláért. Miután Rosa betegségére gyógymódot találnak, a csapat úgy dönt, hogy Fabulba mennek, hogy megvédjék a Wind Crystalt. Itt találkoznak Master Yanggal, harcos szerzetessel a királyság védelmezőinek soraiban, a kristály őrzőjével. A Red Wings támad, és Kain Golbez egyik követőjeként tűnik fel újra. Megtámadja és le is győzi Cecilt; amikor Rosa közbeavatkozik Golbez elrabolja őt és Kain magáévá teszi a kristályt. A Baronba vezető úton a csapat Leviathan által támadás áldozata lesz, aminek a következményében különválnak.
Cecil egyedül ébred Mysidia közelében. Amikor betér a városba, rádöbben hogy annak lakói teljes mértékben megvetik a korábbi városra mért támadása miatt. Mysidia Bölcsétől megtudja, hogy ahhoz hogy legyőzhesse Golbezt meg kell másznia az Ordeals hegyeket és paladinná kell válnia. Mielőtt küldetésére indulna újra találkozik az ikermágusokkal, Palommal és Porommal. A hegyekben találkozik Tellah-val, aki egy tiltott varázslat után kutat, amely elpusztíthatja Golbezt. Félretéve magában a sötétséget Cecil paladinná változik, miközben Tellah rábukkan a tiltott varázslat, a Meteor titkára. Mikor a csapat Baronba ér, találkoznak az amnéziás Yanggal és visszaadják neki az emlékeit. Majd szembeszállnak a királlyal, amikor is megtudják, hogy a királyt eltávolították és Golbez egyik kegyence, Cagnazzo vette át helyét a trónon. Miután legyőzik Cid megérkezik és elviszi őket az egyik léghajójához, az Enterprisehöz. Az úton egy Cagnazzo által kitervelt csapdába esnek, így annak érdekében hogy megmensék Cecilt, Tellah-t, Cidet és Yangot Palom és Porom feláldozzák önmagukat.
A léghajón megjelenik Kain, és követeli, hogy Cecil adja oda az utolsó kristályt Rosa életéért cserébe, amelyet a csapat Edward segítségével szerzett meg. Kain elvezeti őket Zot tornyába, ahol Rosát fogva tartják. A torony tetején Kain elveszi a kristályt és megpróbál megszökni. Tellah, hogy megállítsa őt, használja a tiltott varázslatot, a Meteort és az élete árán megtámadja Golbezt. A varázslat viszont csupán meggyengítette őt, amelynek következtében Kain nem rabja többé az irányításának. Kain segít Cecilnek megmenteni Rosát, aki kiteleportálja a csapatot az összeomló toronyból, Baron városába.
Baronban Kain felfedi, hogy ahhoz, hogy Golbez el tudja érni célját, a hold elérését, még négy föld alatti sötét kristályra is szüksége van. A csapat az alvilágba utazik, ahol éppen a Red Wingssel harcoló törpéket találják. Legyőzik Golbezt, hála Rydia meglepetésszerű előbukkanásának, aki immár egy fiatal nő a Feymarch, Eidolonok hazájában töltött időnek köszönhetően. Viszont végül a csapat nem tudja megakadályozni, hogy Golbez hozzájusson a törpék kristályához. A törpék segítségével Babil tornyába mennek, hogy megszerezzék a kristályokat, amelyeket Golbez itt őriz, de a helyszínen rádöbbennek arra, hogy Golbez áthelyezte őket a torony egy felszíni részébe. Yang feláldozza önmagát, hogy megvédje a törpéket a torony ágyúinak támadásától (bár később kiderül, hogy túlélte). Miután kiszabadulnak egy Golbez által előkészített csapdából, a csapat kimenekül az alvilágból az Enterprise segítségével és Cid önfeláldozásával, amellyel visszazárja a két világ közti átjárót, hogy a Red Wings ne tudja folytatni az üldözésüket. A csapat, immáron Edge-el, Eblan hercegével visszautazik Babil tornyához, hogy visszavegyék a kristályokat. Ahogy elérik a kristályszobát egy újabb csapda áldozatai lesznek, egy ajtón keresztül az alvilágba esnek. Újra találkoznak a törpékkel és megtudják, hogy Cid még él, majd elindulnak, hogy megszerezzék a nyolcadik kristályt mielőtt Golbez magáévá tehetné azt. Amikor hozzájutnak a kristályhoz, Golbez előtűnik és felfedi, hogy Kain még mindig az uralma alatt áll és elveszi a kristályt.  Miután tudomást szereznek egy Lunar Whale elnevezésű hajóról, amely az utazókat oda és vissza szállítja a holdra, a csapathoz ismét csatlakozik Cid. A felszínre mennek és felszállnak a Lunar Whale-ra.
A holdon találkoznak Fusoyával, a bölccsel, aki felfedi, hogy Cecil édesapja holdlakó volt. Fusoya azt is elmeséli, hogy egy Zemus nevű holdlakó el akarja pusztítani az életet a Blue Planeten, hogy a holdlakók el tudják foglalni azt, erre használva fel Golbezt, hogy ő megidézzen egy hatalmas robotot, Babil Óriását. A csapat visszatér a Földre és a két világ erőit egyesítve, a halálból visszatért Palommal és Porommal együtt küzd meg az Óriással. Miután elpusztították a robotot, Golbezzel és Kainnal kerülnek szembe, de Fusoya megtöri Zemus irányítását Golbez felett, amelynek köszönhetően Kain ismét szabaddá válik. Cecil megtudja, hogy Golbez a bátyja. Golbez és Fusoya a hold mélyéhez mennek, hogy elpusztítsák Zemust, Cecil csapata követi őket. Itt a csapat szemtanúja lesz annak, ahogyan Golbez és Fusoya megölik Zemust, aki hirtelen felveszi új, feltámadott alakját és Zeromussá válik, amely egy olyan lélek aki Zemus gyűlöletének és haragjának a megtestesülése. A Földön Mysidia Bölcse arra utasítja Cecil társait és barátait, hogy imádkozzanak a csapatért, ezzel biztosítva a Zeromus legyőzéséhez szükséges erőt számukra. A csata után Fusoya és Golbez úgy dönt, hogy elhagyják a Földet. Cecil végül elfogadja az igazságot és elismeri Golbezt bátyjaként, majd búcsút int neki.
Az epilógusban újra összegyűlik a szereplők nagy része, hogy megünnepeljék Cecil és Rosa házasságát és Baron új királlyá és királynőjévé avatását, miközben Kain is látható, amint az Ordeals hegyekben megesküszik rá, hogy vezekelni fog a bűnökért, amiket elkövetett.
|  | Itt a vége a cselekmény részletezésének! |

## Fejlesztés
Miután befejezték a Final Fantasy III-at 1990-ben, a Square két újabb Final Fantasy játékott tervezett készíteni—egyet, Final Fantasy IV-et Nintendo Entertainment System-re, a másikat, Final Fantasy V-öt pedig a közelgő Super NES-re. Pénzügyi és ütemezési korlátok miatt a Square nem fejezte be végül a NES-re készülő játékot, helyette folytatták SNES-re, átnevezve azt Final Fantasy IV-re. A sorozat alkotója és rendezője, Szakagucsi Hironobu azt nyilatkozta, hogy a NES verzió körülbelül 80%-ban készült el, illetve, hogy voltak olyan ötletek, amelyeket újrafelhasználtak az SNES verzióban.
A Final Fantasy IV volt Tokita Takasi első munkája a Squarenél, mint teljes munkaidős alkalmazott. Ezt megelőzően Tokita színházi színészként szeretett volna karriert építeni, de ennek a munkájának köszönhetően új célja az lett, hogy „kiváló videójáték alkotó” legyen. Eredetileg Tanaka Hiromicsi, a Final Fantasy III fő tervezője is részese volt az alkotómunkának; de mivel Tanaka egy megszakítás nélküli harci rendszert szeretett volna készíteni, amelyben nincs külön harci képernyő és nem menü által irányított; és mivel a Final Fantasy IV nem ebbe, az elképzelése szerinti irányba haladt, fejlesztői csapatot váltott, hogy egy akció szerepjátékon, a Secret of Manán dolgozzon helyette. A Final Fantasy IV fejlesztői csapata 14 embert tartott számon összesen és a játék körülbelül egy év alatt készült el.
A kezdeti ötletek Szakagucsitól származtak, az egész történetet és Baron királyi hadseregének a nevét illetően is. Az Active Time Battle (ATB) rendszer, amely által a játékos valós időben tudja irányítani a játékot, Ito Hirojuki ötlete és munkája volt. Egy Formula–1-es versenyt nézve fogant meg benne rendszer ötlete, ahogy nézte, amint a versenyzők különböző sebességgel előzik meg egymást; ez inspirálva arra, hogy létrehozzon egy olyan rendszert, melyben az eltérő karakterek különböző sebesség értékekkel rendelkeznek. A rendszer Aoki Kazuhiko, Ito és Macui Akihiko által lett kifejlesztve. A történetet és a pixel artot Tokita biztosította; aki azt nyilatkozta, hogy amennyiben nem dolgozott volna szorgalmasan a projekten, akkor az nem készült volna el. Tokita szerint a Final Fantasy IV az előző három rész erősségeinek a számbavételével készültek el: a Final Fantasy III kasztrendszere, a Final Fantasy II történetközpontúsága és az első részben a négy elemi „főellenség” (boss), mint a „játék szimbólumai”. További inspirációk között tartják számon a Dragon Quest II-t is. A Final Fantasy IV témái a „sötétségből a világosságba menetel”, Cecil által; a rengeteg és különböző szerepek között a családra és a barátságra való fókuszálás; és az az elképzelés, hogy „a nyers erő egyedül nem hatalom”. Tokita úgy érzi, hogy a Final Fantasy IV az első olyan játék a sorozatban, ami igazán különleges, részletesen kidolgozott történettel és karakterekkel rendelkezik.
A játék forgatókönyvének a szövegét az eredetihez képest negyedére kellett csökkenteni a rendszer kapacitása miatt, de Tokita biztosította, hogy csak „fölösleges párbeszédek” legyenek kivágva, a fő történet fontos elemei helyett. A Super Famicom grafikai képességeinek köszönhetően Amano Jositaka karaktertervező sokkal kidolgozottabb karaktereket tudott létrehozni az előző részekhez képest, ezáltal előidézve azt, hogy a karakterek személyiségei már a képekből érezhetővé váltak; emellett a fejlődés mellett Tokita úgy érezte, hogy a csökkentett párbeszéd javított a játék ütemén. Azt elismerte, hogy emellett voltak olyan részei a történetnek, amelyek „homályosak” és „nem mélyrehatóan bemutatottak” egészen a későbbi verziók megjelenéséig. Egy ötlet, amelyet kihagytak, egy dungeon (általában egy olyan helyet jelöl, ahol a játékos(ok) a megszokottnál erősebb szörnyekkel, nehezebb körülmények között küzdenek meg értékes jutalmakért – és/vagy éppen a történet előrehaladása érdekében –; a dungeonon belül egy, vagy több „főellenséggel” (boss) is meg kell küzdeni(ük) a játékos(ok)nak) volt a játék vége fele, ahol a karaktereknek individuálisan kellett előre haladniuk; ez a dungeon csak később, a játék Game Boy Advancere készült verziójában valósult meg, a Lunar Ruins nevet viselve.

### Zene
A Final Fantasy IV zenéje Uemacu Nobuo, a sorozat állandó zeneszerzője által készült. Uemacu megjegyezte, hogy a zeneszerzés folyamata gyötrelmes volt, sok próbálkozással és sikertelenséggel, amelynek következtében a hangért felelős személyzetnek több éjszakát kellett a Square  székházának a padlóján töltenie, hálózsákokban.
A kottáit viccesen úgy írta alá, hogy „hajnali 1:30-kor íródtak, az irodában, természetesen.”  A mű nagy sikernek örvendett, az értékelők dicsérték a szerzett darab minőségét, annak ellenére is, hogy kevés médium állt rendelkezésükre. Az egyik szám, a „Theme of Love”, a zenei tanterv részévé vált Japánban. Uemacu a mai napig ad elő bizonyos számokat a Final Fantasy koncertsorozat keretein belül.
Három album jelent meg a Final Fantasy IV zenéivel japánban. Az első, Final Fantasy IV: Original Sound Version, 1991. június 14-én jelent meg és 44 számot tartalmaz a játékból. A második album, Final Fantasy IV: Celtic Moon, 1991. október 24-én jelent meg és válogatott számokat tartalmaz a játékból. A harmadik, Final Fantasy IV Piano Collections, amely zongorára komponált számokból áll, Mori Tosijuki előadásában, 1992. április 21-én jelent meg; ez az album elindította a Piano Collections irányzatot a későbbi játékokra nézve. Több független, de hivatalos engedéllyel rendelkező Final Fantasy IV zene is hangszerelésre került olyan társulatok által, mint például a Project Majestic Mix, amely videójáték zenével foglalkozik. Válogatások szintén megjelennek japán remix albumokon illetve angol remix weboldalakon is.

### Észak-amerikai lokalizáció
Mivel a Final Fantasy széria első két része nem volt lokalizálva akkoriban, emiatt a Final Fantasy IV, Final Fantasy II névvel jelent meg, hogy folytatódhasson a sorrend a címeket illetően. Ez az elnevezésmód maradt a norma a Final Fantasy VII észak-amerikai megjelenéséig (a Final Fantasy VI, Final Fantasy III címen való megjelenése után), illetve későbbi Final Fantasy II és Final Fantasy III különböző platformra való kiadásakor is. Ez óta a Final Fantasy II, Final Fantasy IV címen fut.
A Final Fantasy IV angol nyelvű lokalizációja megtartotta érintetlen formában a történetet, a grafikát és az eredeti hangzást, de a fejlesztők nagy mértékben könnyítettek a játék menetén, a kezdő játékosok érdekében. A Square aggódott, hogy a nyugati rajongók nehézségekbe ütköznének a játék bonyolultságát illetően abból kifolyólag, hogy nem játszottak az első két résszel. A további változtatások között említésre méltó még az egyértelműen zsidó-keresztény utalások és bizonyos kifogásolható grafikák. Például a „Holy” (szent) elnevezésű képesség a „White” (fehér) nevet kapta, illetve minden imádkozásra utaló dolog megváltoztatásra került; a Tower of Prayers (imádságok tornya) Mysidiában a Tower of Wishes (vágyak tornya) nevet kapta. Halálra való közvetlen utalások is eltávolításra kerültek, bár több karakter is egyértelműen meghal a játék folyamán. A fordítás a Nintendo of America szabványai alapján készült.

## Különböző kiadások
Az eredeti Final Fantasy IV több különböző, új verzióban is megjelent. Az első ilyen a Final Fantasy IV Easy Type, amely a játék egy módosított verziója, Japánban a Super Famicomra jelent meg. Ebben a verzióban a támadó képességek erősebbé váltak, illetve a védelmi funkciók bizonyos kiegészítők és páncélzatok esetében növekedtek.  Az amerikai kiadás részben az Easy Typeon alapul. Egy PlayStation verzió debütált Japánban, 1997. március 21-én, a Tose optimalizálta, Square adta ki; Kazuhiko Aoki tervezte és rendezte, Fumiaki Fukaya felügyelte és Akihiro Imai volt felelős a gyártásért.  Ez a verzió azonos az eredeti játékkal, de apróbb változtatások, amelyeket az Easy Type mutatott be, jelen vannak. A PlayStation verzióban említésre méltó változások többek között a full motion video (videójáték narrációs technika, amely előre elkészített videófájlokat használ fel) nyitó és záró jelenetek, a lehetőség, hogy a cancel gomb lenyomásával a játékos gyorsabban mozogjon a dungeonokban (általában egy olyan helyet jelöl, ahol a játékos(ok) a megszokottnál erősebb szörnyekkel, nehezebb körülmények között küzdenek meg értékes jutalmakért – és/vagy éppen a történet előrehaladása érdekében –; a dungeonon belül egy, vagy több „főellenséggel” (boss) is meg kell küzdeni(ük) a játékos(ok)nak), illetve a „memo” mentés lehetősége, a world mapen (világtérképen) bárhol. 1991. március 11-én ez a verzió Japánban másodjára is kiadásra került, a Final Fantasy Collection csomag részeként, ami szintén magába foglalta a Final Fantasy V és Final Fantasy VI PlayStation verzióit. Ötvenezer limitált kiadású darabja is megjelent a csomagnak, egy Final Fantasy témájú ébresztőórával együtt.
A PlayStation optimalizáció később 2001-ben a Chrono Triggerrel együtt jelent meg Észak-Amerikában, a Final Fantasy Chronicles részeként, illetve a Final Fantasy V-tel 2002-ben Európában és Ausztráliában, a Final Fantasy Anthology részeként. Az angol nyelvű lokalizációk új fordításokkal jelentek meg, de bizonyos szövegrészeket megtartottak az előző lokalizációból Morijama Kaorutól, például ilyen a „You spoony bard!” kifejezés, mivel ezek közönség kedvenccé váltak. Egy új verzió 2002. március 28-án megjelent Japánban a WonderSwan Colorra, kis változtatásokkal a PlayStation verzióhoz képest. A grafikán jelentősen javítottak, több részletet ábrázolva, illetve színárnyalatok használatával.
A Final Fantasy IV ismét optimalizálásra került a Game Boy Advancere és Final Fantasy IV Advance (ファイナルファンタジーIVアドバンス; Hepburn: Fainaru Fantajī Fō Adobansu) címen jelent meg. Észak-Amerikában, a Nintendo of America által 2005. december 12-én jelent meg; Japánban egy különleges verzió volt elérhető, amely magában foglalt egy limitált kiadású Game Boy Micrót is, amelynek borítóján Cecil és Kain volt látható. A WonderSwan Color verzió alapján a grafikát tovább javították, illetve kisebb változtatások történtek a hangzásban is. A lokalizációs csapat felülvizsgálta az angol nyelvű fordítást, javítva a történet menetén, és helyreállítva hiányzó történet-részleteket, amelyek nem voltak jelen az eredeti játék történetében. A képességek, amelyek törlésre kerültek az eredeti észak-amerikai kiadásban, újra visszakerültek a játékba, míg több képesség új elnevezést kapott, hogy kövessék a japán verzió elnevezési konvencióit, megváltoztatva például a „Bolt2”-t „Thundara”-ra. Egy új dungeont is belehelyeztek, az Ordeals hegyeknél, a Lunar Ruins elnevezésű dungeon, amelyben erős páncélzathoz és erősebb fegyverekhez tudnak jutni a játékosok öt új karakter számára. Ez a dungeon csak a játék befejezésével válik elérhetővé.
A játékot átalakították 3D-s grafikával a Nintendo DS-re, a Final Fantasy széria 20. évfordulójára, és Final Fantasy IV címen jelent meg Japánban, 2007. december 20-án, Észak-Amerikában 2008. július 22-én és Európában 2008. szeptember 5-én. Ez a verzió több olyan új funkcióval gazdagodott, amely nem volt része az eredeti kiadásnak, ilyen például a minijátékok is, és apróbb változtatások az alap játékmenetben. A játékot a Matrix Software fejlesztette, ugyanaz a csapat, akik a Final Fantasy III DS verziójáért is felelősek voltak, és az eredeti fejlesztői csapat által volt felügyelve: Tokita Takasi, mint ügyvezető producer és rendező, Aszano Tomoja, mint rendező és Ito Hirojuki, mint csata dizájner. Animátor Kanada Josinori készítette a cutscenek (olyan jelenet, film, amely a történetben való előrehaladást segíti) storyboardjait (képes forgatókönyv).
A játék eredeti verziója Wii Vitrual Console-ra 2009. augusztus 4-én jelent meg Japánban, majd később a PAL régiókban (a PAL rövidítés a Phase Alternating Line kifejezésből származik és azt a televíziós kiadó területet jelenti, amely lefedi Ázsia, Afrika, Európa, Dél-Amerika és Óceánia jelentős részét; az elnevezés abból ered, hogy ezekben a régiókban a PAL szabvány a hagyományosan használt televíziós szabvány, az ettől különböző NTSC szabvány helyett, amely Japánban és Észak-Amerika jelentős részén használatos) 2010. június 10-én. Egy javított kiadás, az i-mode kompatibilis mobiltelefonokra 2009. október 5-én jelent meg, Japánban. Ebben a verzióban megtartottak több olyan funkciót, amit a Wonderswan Color és a Game Boy Advance verziókban mutattak be, miközben a The After Years kiadással megegyezik a fejlett karakter grafika, illetve egy „extra dungeon” is fellelhető, amely csak a játék befejezése után válik elérhetővé.
A Final Fantasy IV: The After Yearszel egy időben jelent meg a játék PlayStation Portablere, a Final Fantasy IV: The Complete Collection  részeként. Ez a verzió a DS-re kiadott változat 3D grafikájával ellentétben, javított 2D grafikát használt. Ez a gyűjtemény egy új epizódot is magába foglal, Final Fantasy IV: Interlude címmel, amely az eredeti játék és a The After Years között játszódik. Masashi Hamauzu rendezte a fő témát. Japánban 2011. március 24-én jelent meg, Észak-Amerikában 2011. április 19-én, Európában 2011. április 21-én és 2011. április 28-án Ausztráliában. 2012. december 18-án a PlayStation verzió újra megjelenésre került, a Final Fantasy 25th Anniversary Ultimate Box japán csomag részeként.
2012. decemberében a Final Fantasy IV Nintendo DS verziója megjelent iOS és Android (2013 június) mobilplatformokra is, amelyben egy új opcionális nehézségi szintet is bemutattak. 2014. szeptember 17-én, előzetes bejelentés nélkül, a Final Fantasy IV Microsoft Windows rendszerre is megjelent.
A PlayStation verzió PSOne Classic-ként jelent meg Japánban, 2012. június 27-én és ez a változat kompatibilis volt a PlayStation 3, PlayStation Vita és PlayStation Portable rendszerekkel is.
Super Famicom verzió is megjelent Wii U Virtual Console-ra Japánban, 2014. február 19-én, miközben a Game Boy Advance változat 2016. április 13-án jelent meg.

## Fogadtatás
| Összegzőoldal | Értékelés          |
| ------------- | ------------------ |
| GameRankings  | SNES: 87% GBA: 83% |
| Metacritic    | GBA: 85/100        |

| Szerző         | Értékelés             |
| -------------- | --------------------- |
| 1Up.com        | GBA: A-               |
| Dragon         | SNES:                 |
| EGM            | SNES: 32/40           |
| Famicú         | SNES: 36/40           |
| GamePro        | SNES: 5/5             |
| GameSpot       | GBA: 8,3/10           |
| GameSpy        | GBA:                  |
| IGN            | GBA: 8,6/10 Wii: 8/10 |
| NGC Magazine   | GBA: 87%              |
| Nintendo Power | SNES: 4,5/5           |
| PALGN          | GBA: 8,5/10           |
| RPGFan         | SNES: 91%             |
| Nintendojo     | SNES: 10/10           |

| Szerző                    | Díj                 |
| ------------------------- | ------------------- |
| Electronic Gaming Monthly | Best RPG Video Game |

A játék megjelenésekor nagy elismerésnek örvendett. A Famitsu négy értékelőből álló bizottsága 9-es, 9-es, 10-es és 8-as osztályzatokat adtak, amely végül a 40-ből 36 pontra értékelődött. Ez az értékelés az egyik legkiemelkedőbb volt, amelyet 1991-ben a bármely játékok kaptak. A második a The Legend of Zelda: A Link to the Past volt. Az 1991-es novemberi számában, a Nintendo Power  kinyilvánította, hogy a Final Fantasy IV „új kiválósági standarddá” vált a szerepjátékok kategóriájában.  Dicsérték a csatákat, „sokkal izgalmasabbnak” ítélték meg őket, mint az eddigi szerepjátékokban, mivel „a játékosnak gyors döntéseket kell hozniuk” és a „szörnyek nem várnak arra, hogy dönts a következő lépésedről”, illetve hozzáadták, hogy „a történet, a grafika, a játék és a hang le fogja kötni a játékosokat”. Az Electronic Gaming Monthly négy értékelőből álló bizottsága 8-as, 9-es, 7-es és 8-as értékeléseket adtak a 10-ből, amely a maximálisan elérhető 40 pontból 32-re adódott össze. Az 1991-es decemberi számában Ed Semrad, aki 9 pontra értékelte a játékot, kijelentette, hogy 
a Square újradefiniálta, hogy milyennek kellene lennie a legjobb szerepjátéknak;
 említést téve a „látványos Mode 7 effekteknek, kiemelkedő grafikának és a videó játékok terén utolérhetetlen feladatoknak”, végezetül „mindent kihasznál, amit a Super NES lehetővé tesz”, illetve, hogy „a legjobb, amit eddig készítettek!” Ken Williams (Sushi-X néven), aki 8 pontra értékelte, megjegyezte, hogy „ez egy nagyon király szerepjáték”, „a történet ténylegesen összefüggő és párbeszédes részekkel és csatákkal megy előre a játék”. Martin Alessi, aki nem kedvelte a szerepjátékokat, 7-es értékelést adott rá. A játék 1991-ben megkapta a legjobb szerepjátékért járó díjat.

A GamePro, 5-ből megadta a maximális 5 pontot rá az 1992-es márciusi számában. Az értékelő Monty Haul kijelentette, hogy a játék 
újradefiniálja a fantasy kalandjátékok alapjait.
 A Dragon 1993-as novemberi számában Sandy Petersen „Kiválóra” értékelte. A „stilizált” harci rendszert és a grafikát kritizálta, Zeldához képest „gyengének” titulálta, de dicsérte, hogy „minden spellnek más effektje van a képernyőn” és azt a nehézséget, hogy „mindig pont jól kell cselekedni”, mert a főellenségek „mindig majdnem győznek”, szemben más szerepjátékokkal, mint például az Ultima, ahol elegendő tapasztalattal lehetséges könnyedén legyőzni az ellenségeket. Dicsérte a „kiváló” zenét, amelyet a Zeldával szemben preferált, kijelentve, hogy „ami hiányzik belőle grafika téren, azt bőven pótolja a hangzás terén”. Pozitívan kiemelte a történetet, megjegyezve, hogy más szerepjátékokkal ellentétben, ahol a szereplők „jóban-rosszban együtt vannak”, a Final Fantasy IV karakterei saját akarattal rendelkeznek azt illetően, hogy maradnak-e az adott csapat tagjai vagy sem, sőt az egyik karakter „még el is árulja” csapattársait. Megjegyezte, hogy „olyan mintha egy fantasy regény történetét követné a játékos”, ezzel a The Lord of the Ringshez és a Man in the Iron Maskhoz hasonlítva, végül indokolva: mivel „a karakterek gyakran kiálltak magukért”, „sokkal közelebb érezte magát a csapathoz, mint bármely másik számítógépes játékban”.
Végezetül, több nagyobb kritikus is minden idők egyik legjobb videójátékának jelentette ki a Final Fantasy IV-t, megjegyezve, hogy a játék több – most már általános – konzol szerepjáték funkciót, többek között „az egész drámai történetmesélés koncepcióját a szerepjátékokban” elsőként mutatott be.  Az értékelők dicsérték a játék grafikáját, játékmenetét és zenéjét, és megjegyezték, hogy a Final Fantasy IV úttörő a bonyolult, magával ragadó történek bemutatásának és elmesélésének szempontjából, szerepjáték kategóriájában. Több kritikus viszont súlyosan kritizálta a játék eredeti SNES verzióját a gyenge minőségű angol nyelvű fordításai miatt.
Több különböző „minden idők legjobb játékai” típusú listában is szerepelt. A Nintendo Power a „100 Legjobb Nintendo Játékok” listáján helyet ad a játéknak, 1997-ben kilencedik helyre helyezte a 100-ból, illetve 2005-ben huszonnyolcadiknak a 200-ból.  Az IGN 2003-ban a kilencedik helyre helyezte a top 100 listáján, ezáltal a legjobban teljesített szerepjátékként jegyezve; illetve 2005-ben a 26. helyet érte el, mint a legjobban értékelt „Final Fantasy” cím. 2007-ben az 55. helyet érte el, a Final Fantasy VI és a Final Fantasy Tactics mögött. A Famitsu 2006-ban közzétett egy olvasói szavazást, ahol a hatodik helyezést érte el, minden idők legjobb játékaként. Az Electronic Gaming Monthly 2001-ben, és 2006-ban szintén a „valaha készült legjobb játékok” közé sorolta, majd a Game Informer 2001-ben és 2009-ben, a GameSpot 2005-ben és a GameFAQs 2005-ben, 2009-ben és 2014-ben.
A Final Fantasy Collectionből több mint 400,000 darabot adtak el 1999-ben, amely által a harmincegyedik legsikeresebb kiadássá vált abban az évben Japánban. A Weekly Famitsu 54-et adott rá a maximum 60 pontból, a hatfős kritikus bizottság által.  A Game Boy Advance verzió, a Final Fantasy IV Advance, nagy sikernek örvendett ugyan, de páran megjegyezték, hogy a játék grafikája nem ér fel a többi akkoriban piacon lévő játékokéval, főleg a Final Fantasy VI-hez hasonlítva. A kritikusok megjegyezték, hogy több rajongó még mindig kritikus szemmel állhat hozzá az új fordításhoz is, bizonyos hibákkal szemben. A játék Nintendo DS verziója dicséretnek örvendett a látványt, a játékmenet változtatásait és a cutsceneket (olyan jelenet, film, amely a történetben való előrehaladást segíti) illetően. 2008-ban jelölte az IGN a „legjobb szerepjáték” kategóriában, a videójáték díjazáson.

## Utóélet
Japánban 1,44 millió darabot adtak el a Final Fantasy IV Super Famicom verziójából. A PlayStation verzióból még további 261,000 darabot értékesítettek Japánban 1997-ben.  2003. március 31-ig a játékból, a PlayStation és WonderSwan Color verziókat is beleszámítva, 2,16 millió darabot szállítottak világszerte, 1,82 millió ebből Japánba és 340,000 más országokba. 2007-ben, a Nintendo DS verzió megjelenése előtt majdnem 3 millió darabot értékesítettek sikeresen világszerte. A játék Game Boy Advancere készült verziójából több, mint 219,000 darab került eladásra Japánban 2006 végéig. 2009 májusáig a játék DS-re készült verziójából 1,1 millió darabot értékesítettek.
A Final Fantasy IV: The After Years, a Final Fantasy IV folytatása tizenhét évvel az eredeti története után helyezkedik el időben. A játék első két fejezete 2008. februárjában jelent meg Japánban, NTT DoCoMo FOMA 903i szériájú mobiltelefonokra, illetve au WIN BREW szériájú telefonokra 2008 tavaszán. A játék főszereplője Cecil és Rosa gyermeke, Ceodore; az előző rész legtöbb szereplője visszatér, többen közülük kiemelkedőbb szereppel, mint az előző részben. Több új szereplő is feltűnik. A mobiltelefonra készült verziók megjelenése után utalások voltak arra, hogy a játék Japánon kívül más országokban is megjelenhet. 2009. március 25-én Ivata Szatoru, a Nintendo GDC 2009-es Keynote beszédén bejelentette, hogy a The After Years az adott évben egy későbbi időpontban kerül majd kiadásra az Amerikai Egyesült Államokban, a Wii WiiWare szolgáltatására. Az első két fejezet 2009. június 1-jén jelent meg Észak-Amerikában és ugyanebben az évben június 5-én a PAL területekben (a PAL rövidítés a Phase Alternating Line kifejezésből származik és azt a televíziós kiadó területet jelenti, amely lefedi Ázsia, Afrika, Európa, Dél-Amerika és Óceánia jelentős részét; az elnevezés abból ered, hogy ezekben a régiókban a PAL szabvány a hagyományosan használt televíziós szabvány, az ettől különböző NTSC szabvány helyett, amely Japánban és Észak-Amerika jelentős részén használatos), a későbbi fejezetek a következő hónapokban jelentek meg.
A Final Fantasy IV megjelent regény változatban is, 2008. december 25-ben Japánban.

## Fordítás
- Ez a szócikk részben vagy egészben  a   Final Fantasy IV című angol Wikipédia-szócikk ezen változatának fordításán alapul.  Az eredeti cikk szerkesztőit annak laptörténete sorolja fel. Ez a jelzés csupán a megfogalmazás eredetét és a szerzői jogokat jelzi, nem szolgál a cikkben szereplő információk forrásmegjelöléseként.